# آیشه په‌ویاس
آیشه په‌ویاس (انگلیسی: Aische Pervers؛ زادهٔ ۲۲ آوریل ۱۹۸۶) هنرپیشه، و بازیگر پورنوگرافی اهل آلمان است.

## زندگی
در سال ۲۰۰۶ هنگامی که در رشته زبان آلمانی و الهیات تحصیل می‌کرد شروع به تولید فیلم پورن خودساخت کرد.